# 木銭米代
木銭米代（きせんこめだい）とは、江戸時代に行われた宿泊方法の1つ。
江戸時代の宿泊には大きく分かれて宿屋から薪だけを受け取って食事は材料の調達を含めて完全な自炊を行う「木賃宿」と、食事を提供される「旅籠」の2つがあったが、木銭米代はその中間形態で、薪と米を提供して宿泊者はその代金を払って自炊を行うというものであった。この方式は木賃宿のような食材調達の労を煩わせることなく、かつ旅籠よりも安価で宿泊できる方法として広く行われた。この方法は参勤交代を行う大名の中でも小規模な大名においては本陣の宿泊方法として採用する場合があった。もっとも、身分を問わず木銭米代を行っている旅籠でサービスを受けながら、木銭米代の料金しか納めない悪徳な旅行者がおり、道中奉行などによって取締も行われた。